# 天主教聖亞森特教區
天主教聖亞森特教區（拉丁語：Dioecesis Sancti Hyacinthi）是加拿大一個羅馬天主教教區，屬舍布魯克總教區。1852年6月8日升為教區。
教區位於魁北克南部。2010年有教友372,000人，佔轄區總人口95.6%。教區下轄八十七堂區，有220名司鐸。現任教區主教為方濟·拉皮耶爾。